# Temple-Laguyon
Temple-Laguyon (okzitanisch: Lo Temple de Laguion) ist eine französische Gemeinde mit 35 Einwohnern (Stand: 1. Januar 2022) im Département Dordogne in der Region Nouvelle-Aquitaine (vor 2016 Aquitaine). Sie gehört zum Arrondissement Sarlat-la-Canéda (bis 2017: Arrondissement Périgueux) und zum Kanton Le Haut-Périgord noir. Die Bewohner werden Templiers und Templières genannt.

## Geografie
Temple-Laguyon liegt etwa 33 Kilometer ostnordöstlich von Périgueux.
Nachbargemeinden sind Hautefort im Norden und Nordosten, Granges-d’Ans im Osten und Süden sowie Sainte-Orse im Südwesten und Westen.

## Bevölkerungsentwicklung
| Jahr                       | 1962 | 1968 | 1975 | 1982 | 1990 | 1999 | 2006 | 2019 |
| -------------------------- | ---- | ---- | ---- | ---- | ---- | ---- | ---- | ---- |
| Einwohner                  | 64   | 58   | 54   | 52   | 47   | 43   | 41   | 38   |
| Quellen: Cassini und INSEE |      |      |      |      |      |      |      |      |

## Sehenswürdigkeiten
- Kirche Saint-Jean-Baptiste aus dem 12. Jahrhundert